# فانا (لاعب كرة قدم)
فانا (مواليد 27 أكتوبر 1960) هو مدرب كرة قدم ولاعب برتغالي سابق، يشغل حاليًا منصب مدرب فريق تحت 19 سنة في نادي فارينسي.  
بدأ مسيرته التدريبية مساعدًا لـ باكو فورتيس في نادي فارينسي خلال منافسات الدوري البرتغالي الممتاز في تسعينيات القرن العشرين. لاحقًا، تولى تدريب أوفارينسي، كوفيليا وفارينسي في الدرجة الثانية. وفي الدرجة الثالثة، درب لوليتيانو في ثلاث فترات مختلفة. حقق مع كوفيليا لقب موسم 2004–05. كما درب أندية في سلطنة عمان، الكويت والإمارات العربية المتحدة.

## المسيرة المهنية
وُلد فانا في فارو بمنطقة الغرب، وكان لاعبًا شابًا لفترة وجيزة في فارينسي ولاعبًا في أندية محلية صغيرة مثل ساو لويس وفارو إي بنفيكا، قبل أن يعود إلى فارينسي كمساعد مدرب للإسباني باكو فورتيس. وخلال قيادتهما في تسعينيات القرن العشرين، حقق النادي أفضل مركز له في الدوري البرتغالي الممتاز وتأهل إلى كأس الاتحاد الأوروبي.
بعد أن شغل منصب المدرب الرئيسي في لوليتانو وأولهانينسي في الدرجة الثالثة، تم تعيينه في أوفارينسي في الدرجة الثانية خلال موسم 2001–02، لكنه غادر في مارس والفريق في المركز الرابع عشر. وبعد عودته إلى لوليتانو، تولى تدريب كوفيليا في موسم 2004–05، وفاز بلقب الدرجة الثالثة.
درب فانا لاحقًا نادي السيب ونادي مسقط في دوري المحترفين العماني، والنصر الكويتي في الدوري الكويتي الممتاز، قبل أن يعود في أغسطس 2009 إلى الدرجة الثالثة في البرتغال عبر غوندومار. ثم عاد إلى الشرق الأوسط لقيادة نادي الشباب في عمان وحتا في دوري الدرجة الأولى الإماراتي، قبل أن يتولى في نوفمبر 2012 تدريب كوفيليا في الدرجة الثانية خلفًا لـ فيليبي موريرا. وبعد تحقيق 3 انتصارات و9 هزائم في 16 مباراة، أقيل من منصبه في 26 فبراير 2013 والفريق على بُعد مركز واحد من منطقة الهبوط، ليخلفه فرانسيسكو شالو.
عاد فانا لاحقًا إلى الإمارات، حيث درب دبا الحصن وفريق تحت 21 سنة في نادي الإمارات. وفي 28 نوفمبر 2017، عُين لقيادة لوليتانو للمرة الثالثة، بعد 13 عامًا من آخر فترة له هناك. قاد الفريق موسمين في الدوري البرتغالي قبل الانتقال إلى فارينسي 1910، وهو فريق رديف لنادي مدينته. وفي موسم 2019–20، كان الفريق الوحيد في البلاد الذي فاز بجميع مبارياته الـ 18 قبل أن تتوقف المسابقة بسبب جائحة فيروس كورونا في البرتغال، مما منحهم ترقية إلى الدرجة الأولى على مستوى منطقة اتحاد كرة القدم في البرتغالي.
في 1 سبتمبر 2021، انتقل فانا من تدريب فريق تحت 23 سنة إلى تدريب الفريق الأول لفارينسي بعد رحيل جورجي كوستا. لكنه عاد إلى منصبه السابق في 19 ديسمبر.[بحاجة لمصدر]